# Me First and the Gimme Gimmes

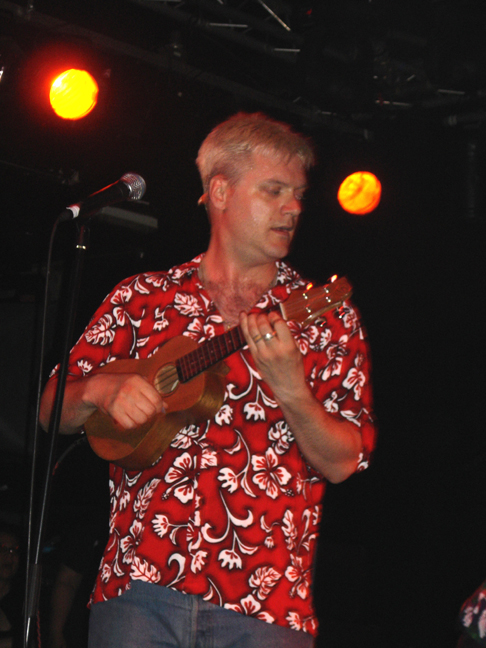
Spike Slawson

Me First and the Gimme Gimmes ist eine US-amerikanische Punkrock-Coverband, die 1995 gegründet wurde. Sie sind bekannt dafür, Musik von klassischen Pop-Bands zu covern und in eine Punkrock-Version umzuwandeln. Die bevorzugte Ära der Lieder ist Musik der 1960er- und 1970er-Jahre. Da alle Mitglieder in anderen bekannten Bands spielen, bezeichnet man Me First and the Gimme Gimmes als Supergroup.

## Geschichte
Die Band wurde von Spike Slawson (Bassist bei den Swingin’ Utters) gegründet, zusammen mit NOFX-Sänger und -Bassist Fat Mike, Chris Shiflett von den Foo Fighters (damals bei No Use for a Name) sowie Joey Cape und Dave Raun von Lagwagon. Ursprünglich war kein Album geplant, deshalb erschienen sie in ihrem ersten Jahr nur auf Samplern. 1997 fingen sie an, Singles zu veröffentlichen sowie ihr erstes Album Have a Ball. Ihr zweites Album Are a Drag widmete sich Klassikern aus dem Bereich Musical, die jedoch in der Punk-Szene zumeist unbekannt waren und deshalb nicht so gut ankamen. Der Nachfolger Blow in the Wind widmete sich bekannten Songs der 60er Jahre und das vierte Album Take a Break beschränkte sich auf Lieder aus dem Bereich R&B. Ihr fünftes Album trägt den Titel Ruin Jonny’s Bar Mitzvah und ist eine Liveaufnahme der Bar Mitzvah eines gewissen Jonny Wixen. Es befinden sich jedoch ausschließlich unveröffentlichte Lieder auf dem Album. Im Oktober 2006 erschien das Album Love Their Country, das v. a. Country- und Westernsongs enthält. Ein weiteres Album namens Have another Ball, welches im Juli 2008 veröffentlicht wurde, enthält die B-Seite der Aufnahme zum ersten Album Have a Ball und ist diesem Album musikalisch entsprechend ähnlich. Im Mai 2014 erschien das neue Album Are we not men? We are diva!, auf dem die Band nur Songs von Pop-Diven covert.
Me First and the Gimme Gimmes sind bei Fat Wreck Chords aus San Francisco, dem Label von Fat Mike, unter Vertrag.
Da alle Musiker in anderen bekannten Punk- und Rockbands aktiv sind, sind Live-Auftritte in Originalbesetzung selten. Meistens springen jedoch Mitglieder weiterer bekannter Bands für einzelne Mitglieder ein. So wird Fat Mike beispielsweise seit 2014 regelmäßig von Jay Bentley, Bassist bei Bad Religion, oder C. J. Ramone von den Ramones vertreten.
Im April 2025 benannte man sich um in Spike and the Gimme Gimmes.

## Diskografie

### Studioalben
| Jahr | Titel Musiklabel                              | Höchstplatzierung, Gesamtwochen, AuszeichnungChartsChartplatzierungen (Jahr, Titel, Musiklabel, Platzierungen, Wochen, Auszeichnungen, Anmerkungen) | Anmerkungen                            |
| Jahr | Titel Musiklabel                              | US | Anmerkungen                            |
| ---- | --------------------------------------------- | --- | -------------------------------------- |
| 1997 | Have a Ball Fat Wreck Chords                  | — | Erstveröffentlichung: 29. Juli 1997    |
| 1999 | Are a Drag Fat Wreck Chords                   | — | Erstveröffentlichung: 18. Mai 1999     |
| 2001 | Blow in the Wind Fat Wreck Chords             | — | Erstveröffentlichung: 20. März 2001    |
| 2003 | Take a Break Fat Wreck Chords                 | US131 (2 Wo.)US | Erstveröffentlichung: 1. Juli 2003     |
| 2006 | Love Their Country Fat Wreck Chords           | US169 (1 Wo.)US | Erstveröffentlichung: 17. Oktober 2006 |
| 2014 | Are We Not Men? We Are Diva! Fat Wreck Chords | US102 (1 Wo.)US | Erstveröffentlichung: 13. Mai 2014     |

### Livealben
| Jahr | Titel Musiklabel                                   | Höchstplatzierung, Gesamtwochen, AuszeichnungChartsChartplatzierungen (Jahr, Titel, Musiklabel, Platzierungen, Wochen, Auszeichnungen, Anmerkungen) | Anmerkungen                           |
| Jahr | Titel Musiklabel                                   | US | Anmerkungen                           |
| ---- | -------------------------------------------------- | --- | ------------------------------------- |
| 2004 | Ruin Jonny’s Bar Mitzvah Fat Wreck Chords          | US197 (1 Wo.)US | Erstveröffentlichung: 5. Oktober 2004 |
| 2024 | Blow it… At Madison’s Quinceañera Fat Wreck Chords | US—US | Erstveröffentlichung: 14. Juni 2024   |

### Kompilationen
| Jahr | Titel Musiklabel                                                 | Höchstplatzierung, Gesamtwochen, AuszeichnungChartsChartplatzierungen (Jahr, Titel, Musiklabel, Platzierungen, Wochen, Auszeichnungen, Anmerkungen) | Anmerkungen                         |
| Jahr | Titel Musiklabel                                                 | US | Anmerkungen                         |
| ---- | ---------------------------------------------------------------- | --- | ----------------------------------- |
| 2008 | Have Another Ball!: The Unearthed A-Sides Album Fat Wreck Chords | US163 (1 Wo.)US | Erstveröffentlichung: 2008          |
| 2017 | Rake It In: The Greatest Hits Fat Wreck Chords                   | — | Erstveröffentlichung: 7. April 2017 |

### EPs
- 2001: Turn Japanese
- 2011: Go Down Under
- 2011: Sing in Japanese

### 7-Zoll-Singles
- 1995: Denver (Fat Wreck Chords)
- 1996: Billy (Epitaph)
- 1997: Paul (Kung Fu Records)
- 1997: Diamond (Hopeless)
- 1997: Barry (SideOneDummy Records)
- 1999: Elton (Honest Don’s)
- 1999: Garf (Lookout Records)
- 1999: In You Barcalounger (Alternative Tentacles)
- 2001: Shannon (BYO Records)
- 2001: Stevens (Nitro Records)
- 2001: Bob (Fat Wreck Chords), war nur in Zusammenhang mit dem Box-Set erhältlich
- 2003: Jackson (Jade Tree)
- 2003: Stevie (No Idea Records)
- 2007: Dolly (Fat Wreck Chords)
- 2007: Cash (Fat Wreck Chords)
- 2007: Willie (Fat Wreck Chords)
- 2008: Kenny (Fat Wreck Chords)
- 2008: Jerry (Fat Wreck Chords)
- 2011: Go Down Under (Fat Wreck Chords)

### Boxsets
- 2001: Me First and the Gimme Gimmes (Fat Wreck Chords, 500 Stück limitiert)